# Jessie James Decker
Jessie James Decker (* 12. April 1988 in Vicenza, Italien; vollständiger Name Jessica Rose James Decker), auch nur als Jessie James bekannt, ist eine US-amerikanische Country-Pop-Sängerin.

## Karriere
Geboren wurde Jessica James in Vicenza in Norditalien in der US-Militärbasis „Caserma Ederle“, aufgewachsen ist sie in Georgia. Von da fuhr sie oft in die Country-Hauptstadt Nashville, wo sie ihre Musikkarriere aufbaute. Eine Demoaufnahme gelangte schließlich zu L.A. Reid, was ihr zu einem Plattenvertrag bei Island Records verhalf.
Ihre erste Veröffentlichung war der Song Blue Jeans, der auf dem Soundtrack des Films Shopaholic – Die Schnäppchenjägerin erschien. Für ihr Debütalbum arbeitete sie mit der Songwriterin Kara DioGuardi zusammen. Diese war auch Co-Autorin ihrer ersten Single Wanted, die im Mai 2009 erschien und es bis in die US Top 40 schaffte. Das Debütalbum von Jessie James, das ihren Namen als Titel trägt, erschien im Sommer desselben Jahres und war ebenfalls in den Charts erfolgreich.
2017 schrieb Jessie James Decker den Song I’ll Chase the Sky für den Film My Little Pony · The Movie von Hasbro.

## Diskografie
Alben
- Jessie James (2009)
- Southern Girl City Lights (2017)

EPs
- Comin’ Home (2014)
- This Christmas (2015)

Singles
- Wanted (2009)
- I Look So Good (Without You) (2009)
- My Cowboy (2009)
- Boys in the Summer (2010)
- Dear John (2010)
- I’ll Chase The Sky (2017)